# 文翔館
文翔館（日语：ぶんしょうかん）是位於日本山形縣山形市中部的一個建築群，也是日本的重要文化財，曾是山形縣廳和山形縣議會的辦公場所。正式名稱是「山形縣鄉土館」。文翔館自日落後至21:30進行點燈。

## 外部連結
- 財団法人山形県生涯学習文化財団 （页面存档备份，存于）
  - 文翔館 （页面存档备份，存于）（公式サイト）
- 県政史緑地（文翔館：旧県庁） （页面存档备份，存于）（山形県）